# Чёрная аравана
Чёрная аравана (лат. Osteoglossum ferreirai) — тропическая пресноводная рыба из семейства аравановых отряда араванообразных.

## Описание
Длина тела до 90—100 см и более. Лентовидное тело очень сильно уплощено с боков, покрыто очень крупной чешуёй. Спинной и анальный плавники очень длинные и узкие, почти сливаются с хвостовым плавником. Вместе с очень широким и сжатым с боков хвостовым стеблем они образуют эффективное «весло», придающее араване мощное ускорение в момент нападения на добычу и позволяющее выпрыгивать из воды за ней на значительную высоту. В спинном плавнике 52—58 лучей, в анальном 61—67, в боковой линии 37—40 чешуй, позвонков 96—100. Рот очень широкий, верхний, на конце нижней челюсти два крупных подвижных мясистых усика. Бо́льшую часть времени чёрная аравана медленно плавает у поверхности воды, усики при этом направлены вперёд и рыба как будто ощупывает ими воду.

## Ареал и места обитания
Обитает в Южной Америке в бассейнах рек Риу-Негру и Ориноко на территории Бразилии и Колумбии. Населяет мелководные заводи и прибрежные зоны рек с температурой воды +24…+30 °C. Во время ежегодных разливов рек чёрная аравана заплывает в затопленные пойменные леса. Пелагическая рыба. Способна жить в водах с низким содержанием кислорода.

## Питание
Охотится в основном у поверхности воды. Питается мелкой рыбой и насекомыми. Ловит летающих насекомых, выпрыгивая из воды.

## Размножение
Самка вымётывает 50—250 икринок в год. Самец инкубирует икру во рту. Инкубационный период длится 6—8 недель. Выклюнувшихся предличинок он также вынашивает во рту, пока у них не рассосётся желточный мешок и они не перейдут на внешнее питание. Малёк выходит изо рта размером 8 см.

## Аквариумное содержание
Популярная аквариумная рыба. В аквариумах чёрную аравану содержат при температуре воды +28 °C, pH = 6,5—6,8 и жёсткости воды dH до 10 °Ж.